# 史蒂芬·凯西
史蒂芬·凯西（英語：Stephen Keshi，1962年1月23日—2016年6月7日），尼日利亚足球运动员，曾以球员和教练身份分别赢得非洲国家杯。

## 生平
2016年6月7日，因心脏病离世。